# 心のパーキングゾーン
「心のパーキングゾーン」（こころのパーキングゾーン）は、森川美穂の13枚目のシングル。1990年7月4日に東芝EMI/EASTWORLDから発売された。

## 解説
- 毎日放送「地球ZIG ZAG」テーマソング
- 『Vocalization』からのリカット。

## 収録曲
（全編曲：ジョー・リノイエ & 鈴川真樹）
1. 心のパーキングゾーン [4:33]
作詞：来生えつこ　作曲：TSUKASA
2. 彼女のユウウツ [4:37]
作詞：森川美穂 　作曲：羽場仁志

## 収録アルバム
- Vocalization (#1,2)